# Liberland

Het grootste groene gebied op de kaart (aangegeven als Siga) is Liberland.

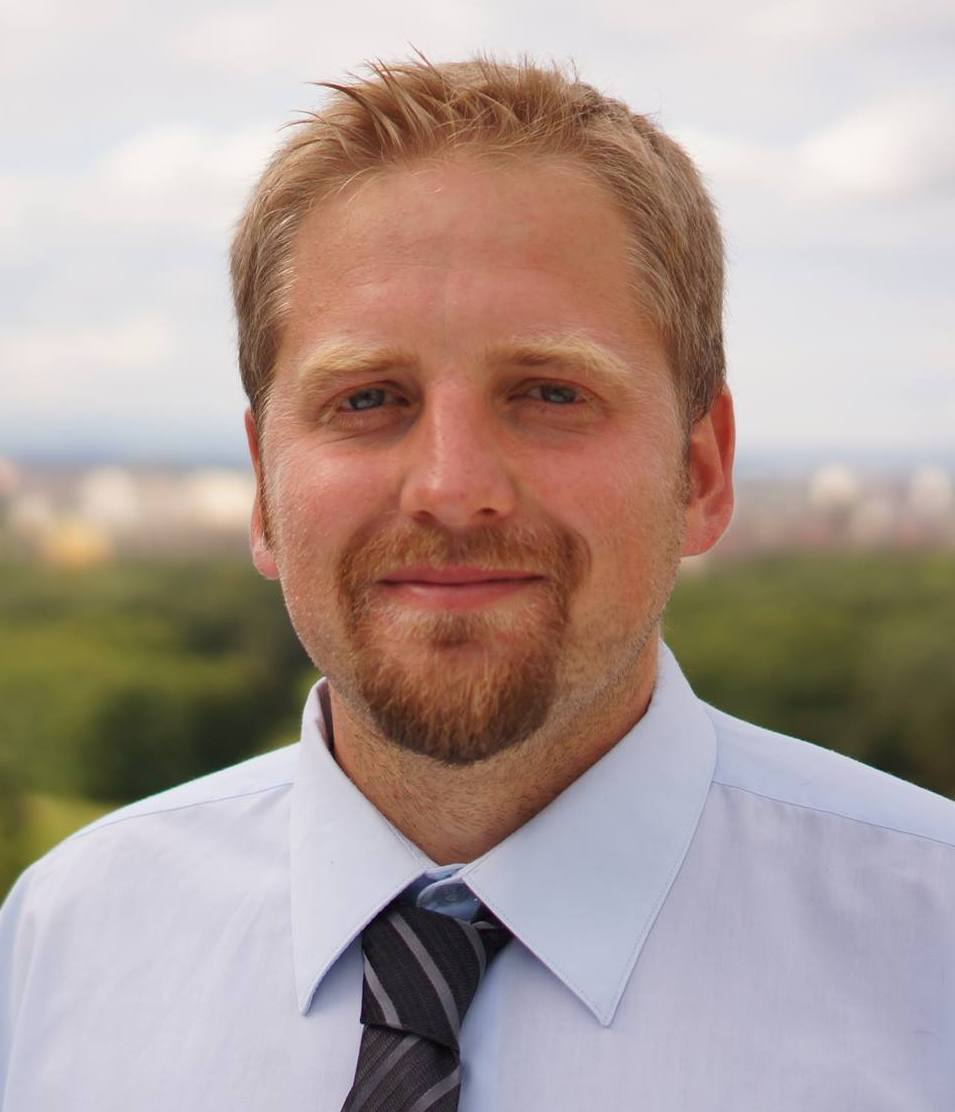
Vít Jedlička, de stichter- en zelfverkozen president van Liberland

Vrije Republiek van Liberland (Engels: Free Republic of Liberland, Tsjechisch: Svobodná republika Liberland), of kortweg Liberland, is de naam van een zelfverkozen micronatie. Het is gelegen in een oude meander van de Donau, tussen Kroatië en Servië op een stuk niemandsland dat sinds de wijziging van de rivierloop en de onafhankelijkheid van beide staten na het uiteenvallen van de Federale Republiek van Joegoslavië noch door Kroatië, noch door Servië geclaimd wordt. Op 13 april 2015 werd het gebied onafhankelijk verklaard door de libertaire activist Vít Jedlička uit Tsjechië. Hij vond op de kaart een onbenut stukje land, dat hij vervolgens opeiste. Jedlička wil er daadwerkelijk gaan wonen. De onafhankelijkheidsverklaring leidde tot veel aandacht in de internationale media. Liberland wordt, net als andere micronaties, niet erkend door een ander land.
De toegang naar het land wordt door Kroatië geblokkeerd voor auto's, men kan het gebied alleen te voet betreden.

## Ontstaan van het niemandsland
Al lange tijd is de Donau de grens tussen de twee landen. Door het rechttrekken van enkele meanders in de Donau om de rivier beter bevaarbaar te maken, zijn verschillende oude meanders op de huidige linkeroever komen te liggen. De oppervlakte van de meanders op de huidige rechteroever  is echter veel kleiner. 
Kroatië houdt zich vast aan de grens op de oude meanders en weigert het grondgebied van Liberland te erkennen, omdat het daarmee de facto zou instemmen met de aangepaste grens. Voor hen resulteert wil dit zeggen dat ze heel wat land zou moeten afstaan aan Servië, want Siga ligt volgens hun visie in Servië. 
Servië daarentegen houdt zich voor de grens aan de loop van de nieuwe rechtgetrokken Donau omdat het veel meer land krijgt dan dat het moet afstaan. Siga en nog een paar veel kleinere andere stukjes land liggen volgens hen dus in Kroatië. 
Door deze situatie is dus een soort niemandsland ontstaan omdat geen van beide landen aanspraak wil maken op de grond. Hiervan heeft Vít Jedlička handig gebruik van proberen te maken om zijn eigen micronatie op te richten. 

## Structuur

### Regering
Op 18 december 2015 maakte Jedlička, tijdens een kerstgala voor supporters van Liberland een voorlopige regering bekend, plus drie ministers. De ministers zijn allen van Tsjechische afkomst.
Op 20 januari 2017 woonden Jedlička en andere vertegenwoordigers van Liberland de inauguratie van Donald Trump bij. Zij hoopten dat Trump Liberland zou erkennen als staat.

### Burgerschap

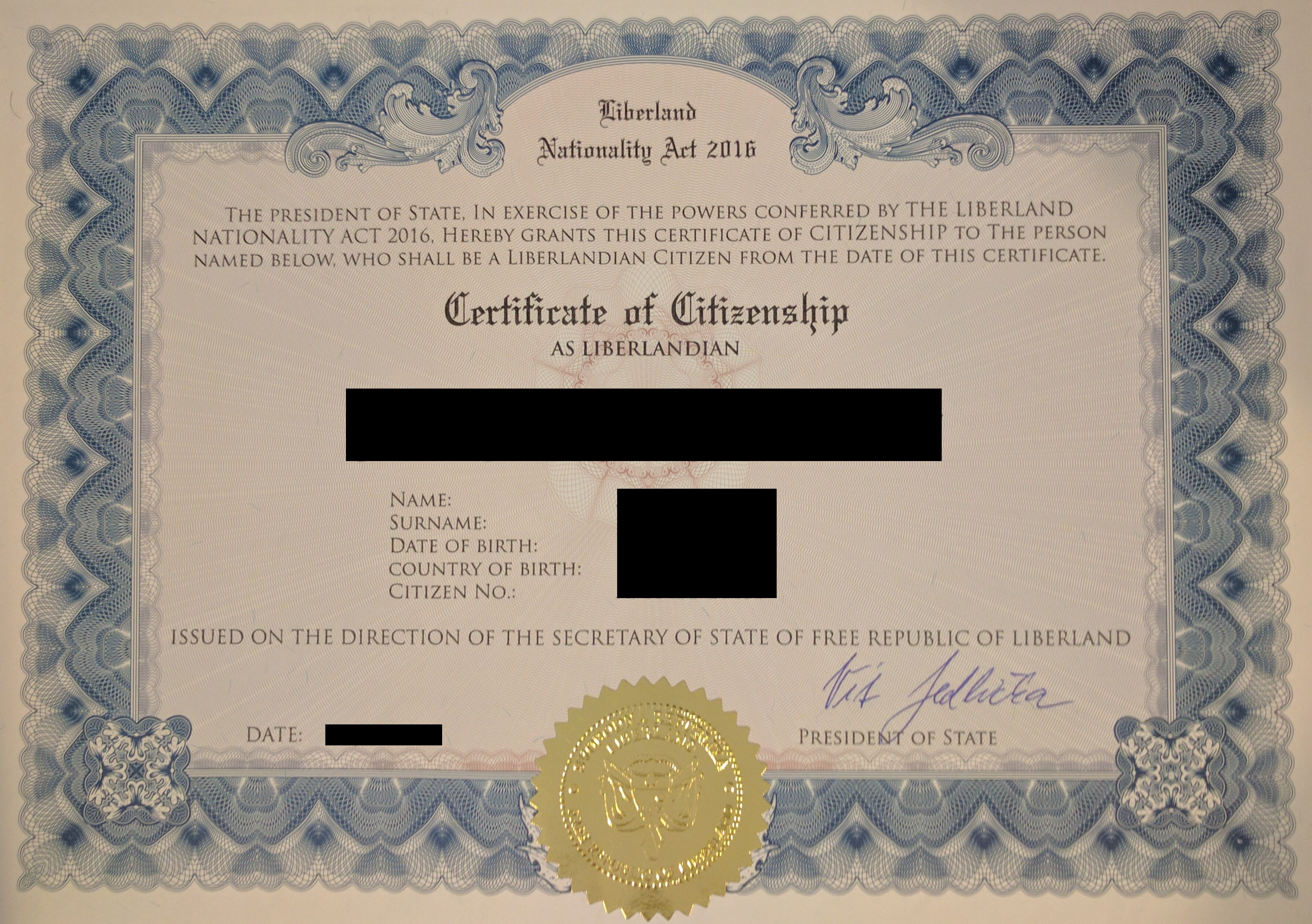
Certificaat van burgerschap van Liberland uit 2016

Het officiële motto van Liberland is Leven en laten leven. Het doel van de staat is een samenleving te creëren waar rechtvaardige mensen voorspoed kunnen hebben zonder inefficiënte regels en belastingen. De stichters zijn geïnspireerd door landen als Monaco en Liechtenstein. Jedlička accepteert verzoeken voor burgerschap en volgens de officiële site komen alleen mensen met een strafblad, communisten, neonazi's en andere extremisten niet in aanmerking voor burgerschap.
Op 1 mei 2015 kregen de eerste mensen, uit handen van president Jedlička, het Liberlands burgerschap. In september 2015 verklaarde Jedlička in een interview dat Liberland 20.000 Syrische vluchtelingen wil huisvesten, op voorwaarde dat deze vluchtelingen voor elk burgerschap 10.000 dollar moeten betalen aan Liberland.

### Grondwet
Toen Liberland werd gesticht, was de grondwet nog steeds in het planningsfase, maar het zou zijn geïnspireerd door Zwitserland. Op 23 april 2015 werd op de site een voorlopige versie van de grondwet gepubliceerd.

## Arrestaties
In zijn pogingen om Liberland (na de onafhankelijkheidsverklaring) te bereiken werd Jedlička meerdere keren aangehouden door de Kroatische politie. De eerste keer was op 9 mei 2015, hij werd de dag erop vrijgelaten. De tweede keer (17 mei 2015) werden er door de Kroatische politie maar liefst tien mensen (onder wie Jedlička) aangehouden voor "illegale grensoversteek". Ook zij werden allen weer vrijgelaten na zes uur. De aanhouding vond plaats vanwege gebeurtenissen de dag ervoor. Toen wisten Jedlička en zijn aanhangers (waaronder een cameraploeg) Liberland daadwerkelijk te bereiken door er met een boot naartoe te varen.
Ook latere pogingen om Liberlands grondgebied te betreden werden vaak gevolgd door arrestaties van de Kroatische politie.
Op 18 juni 2015 werd een Deense inwoner van Liberland die het land wist te bereiken door de Kroatische politie opgepakt wegens illegale grensoverschrijding. Als reactie gaf president Jedlička aan dat hij de Kroatische staat hiervoor voor het gerecht wilde slepen.

## Sport
- Liberland heeft een voetbalteam dat getraind wordt door Pavel Kosik. Het probeert zich aan te sluiten bij de NF-Board.[22]